# Lluís XIII de França
Lluís XIII de França i II de Navarra dit “el Just” (Fontainebleau, 27 de setembre de 1601 - Saint Germain-en-Laye, 1643) fou rei de Navarra, Comte de Foix i Bigorra, i vescomte de Bearn i Marsan (1610 - 1620), i rei de França (1610 - 1643), comte de Barcelona (1641 - 1643) i copríncep d'Andorra (1610-43).

## Orígens familiars
Nasqué al castell de Fontainebleau sent el fill primogènit del rei Enric IV de França i la seva segona esposa Maria de Mèdici. Era net per línia paterna dels reis Antoni I de Navarra i Joana III de Navarra, i per línia materna del gran duc Francesc I de Toscana i de l'arxiduquessa Joana d'Àustria. Pel matrimoni de la seva germana Isabel de França es convertí en cunyat del rei Felip IV de Castella.

## Regència i ascens a la corona
A la mort del seu pare el 1610 esdevingué rei de França a l'edat de 9 anys. Aquesta joventut comportà la regència de la seva mare Maria de Mèdici, que durà fins al 1614.
L'assassinat de Concino Concini el 24 d'abril de 1617, perpetrat sota la influència del rei, el qual havia influenciat la política de la seva Maria de Mèdici, va permetre relegar de les posicions de poder els favorits de la reina mare, i regnar Lluís XIII segons els seus ideals.

## Núpcies i descendents

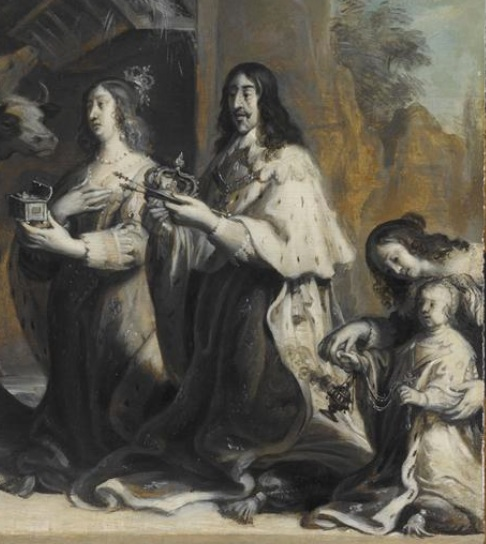
Lluís XIII, Anna d'Àustria i el delfí Lluís

A l'edat de 14 anys es casà el 24 de novembre de 1615 a la catedral de Burgos amb la infanta Anna d'Àustria, filla del rei Felip III d'Espanya i l'arxiduquessa Margarida d'Àustria. D'aquesta unió nasqueren:
- El príncep Lluís XIV de França (1638-1715), rei de França
- El príncep Felip d'Orleans (1640-1701), duc d'Anjou, Orleans i Valois

Lluís es casà a l'edat de 14 anys amb la infanta Anna d'Àustria. Aquest casament no fou consumat fins al 1619. Les relacions entre els dos membres de dinasties tan oposades fou breument feliç, sobretot per les llargues absències del monarca francès. Després de 23 anys de matrimoni la reina consort finalment aconseguí donar-li un hereu el 1638.

## Regne de Navarra
El 1620 Lluís XIII decidí revertir el regne de Navarra dins el territori de la Corona francesa, desapareixent així els títols dels reis de Navarra. A partir d'aquest moment tots els reis francesos portaran associats al títol principal de rei de França el de rei de Navarra.
Amb tot, el 1623, Lluís XIII decidí tornar a crear el títol de vescomte de Marsan en la persona d'Enric de Lorena-Armanyac, com a agraïment.

## Personalitat
Lluís XIII va ser un rei-soldat com el seu pare. Des de petit va estar fascinat pels cavalls i les armes. Va ser un excel·lent cavaller, es va batre freqüentment en el camp de batalla. En temps de pau la caça era el seu passatemps favorit.
Era un home molt piadós i profundament catòlic. Si respectava als protestants era només per respecte a la feina de pacificador que va fer el seu pare. La seva mare, Maria de Mèdici sempre va vetllar perquè el seu fill rebés una estricta educació catòlica, al punt que Lluís XIII sentia horror del pecat. El seu rebuig de les vanitats, van fer que tingués una gran desconfiança cap als seus cortesans i sobretot de les dones, les quals considerava frívoles i vicioses.
La misogínia del rei va fer córrer alguns rumors sobre la seva possible homosexualitat. Lluís XIII va tenir un cert nombre de favorits (en ordre: duc de Luynes, marquès de Toiras, Baradat, duc de Sant Simó i el marquès de Cinq-Mars.) encara que els seus contemporanis semblen no haver vist en les seves amistats masculines prova d'homosexualitat.

## Cardenal Richelieu
A partir de 1624 el Cardenal Richelieu va desenvolupar un paper molt important en l'administració de Lluís XIII. Gràcies a Richelieu Lluís XIII es convertí en un dels primers monarques absolutistes. Contrària a la política de la reina mare i reina consort, la del Cardenal comportà un enfrontament amb els Habsburg, als quals aconseguí derrotar, i doblegà el poder de la noblesa francesa finalitzant llurs privilegis feudals (codi Michaud) l'any 1629. Així mateix, marcà distàncies amb la política d'Enric IV vers els hugonots, als quals el Cardenal, com a bon catòlic, retirà part dels privilegis concedits. El Cardenal Richelieu decidí impulsar i modernitzar la marina francesa i sobretot el seu principal port, Le Havre. La participació en la Guerra dels Trenta Anys i la guerra dels segadors fou molt beneficiosa per França, el que comportà la següent lluita contra els Habsburgs hispans.
Lluís XIII va organitzar el desenvolupament de l'administració de la Nova França, ampliant l'establiment francès al Quebec vers l'oest i al llarg del riu Sant Llorenç fins a arribar a Mont-real.
El 1641, durant la guerra dels segadors, el president de la Generalitat de Catalunya, Pau Claris, el va proclamar com el seu sobirà sent comte de Barcelona. Aquesta proclamació va impedir l'entrada de tropes de castella degut al suport francès que es va compensar amb el Tractat dels Pirineus.
La mort el 1642 del Cardenal Richelieu provocà la seva substitució per un altre primer ministre d'obra continuadora, el Cardenal Mazzarino el qual permeté enfortir el poder absolutista del monarca francès.
Lluís XIII morí a Saint Germain-en-Laye el 14 de maig de 1643 i fou enterrat a la Catedral de Saint-Denis. El va succeir el seu fill Lluís XIV sota la regència de la seva mare Anna d'Àustria.